# Clastobasis fugitiva
Clastobasis fugitiva är en tvåvingeart som först beskrevs av Ignac Sivec och Eberhard Plassmann 1982.  Clastobasis fugitiva ingår i släktet Clastobasis och familjen svampmyggor.
Artens utbredningsområde är Sri Lanka. Inga underarter finns listade i Catalogue of Life.